# Elkalyce teresias
Elkalyce teresias är en fjärilsart som beskrevs av Rothschild. Elkalyce teresias ingår i släktet Elkalyce och familjen juvelvingar. Inga underarter finns listade i Catalogue of Life.